# Mary Berg (TV-Köchin)

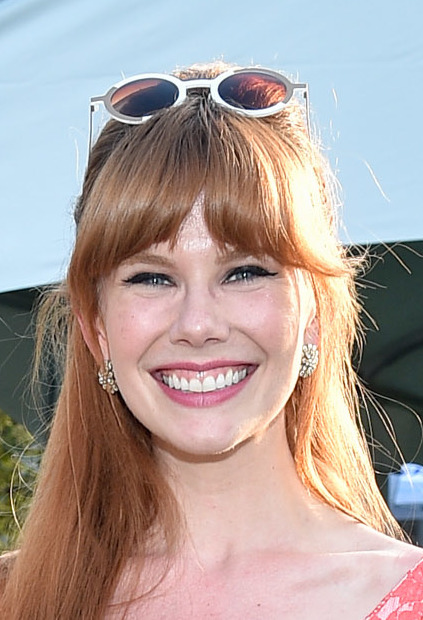
Mary Berg (2019)

Mary Berg (* 1989 in Pickering, Ontario) ist eine kanadische TV-Köchin.

## Leben
Mary Berg wurde 1989 in der kanadischen Stadt Pickering in der Provinz Ontario geboren. Als sie vier Jahre alt war, hatte ihre Familie einen Autounfall, bei dem ihr Vater ums Leben kam.
Um an der Wilfrid Laurier University in Waterloo zu studieren, verließ sie ihren Heimatort. Sie absolvierte dort ein Doppelstudium in Geschichte und Englisch. Danach machte sie an der University of Toronto den Master in Informatik. Nachdem sie ihr Studium abgeschlossen hatte, war sie fünf Jahre als Versicherungsmaklerin tätig.
Sie ist verheiratet und lebt mit ihrem Mann in Toronto. Sie ist Pescetarierin.

## Kochkarriere
Von ihren Freunden wurde Berg ermutigt, sich bei MasterChef Canada zu bewerben und wurde als Teilnehmerin ausgewählt. Für die Sendung kündigte sie ihren Job als Versicherungsmaklerin. Sie wurde Siegerin der dritten Staffel, die zwischen Februar und Juni 2016 ausgestrahlt wurde. und war damit die erste Frau, die in der Sendung gewann. Durch ihren Sieg bei der Show bekam sie Auftritte in der vierten und der fünften Staffel von MasterChef Canada.
Seitdem ist sie als Lebensmittelexpertin und Fernsehköchin in Fernsehsendungen wie Your Morning und The Marilyn Denis Show zu sehen. Zudem erhielt sie vom kanadischen Fernsehsender Bell Fibe TV1 mit Mary’s Big Kitchen Party eine eigene Kochshow. In jeder Episode bereitete sie gemeinsam mit Freunden und ihrer Familie eine Mahlzeit zu.
Im April 2019 wurde von dem kanadischen Fernsehsender CTV die Serie Mary's Kitchen Crush ins Leben gerufen. 2020 wurde die Sendung Mary's Kitchen Crush bei der achten Verleihung der Canadian Screen Award als „Best Lifestyle Series“ ausgezeichnet. Zudem erhielt Berg den Canadian Screen Award als „Best Lifestyle Host“. Im September 2019 brachte Berg mit Kitchen Party ihr erstes Kochbuch auf den Markt.

## Bibliografie
- Kitchen Party: Effortless Recipes for Every Occasion. Appetite by Random House, 2019, ISBN 978-0-14-753124-7